# Agoraea ruficauda
Agoraea ruficauda är en fjärilsart som beskrevs av Rothschild 1910. Agoraea ruficauda ingår i släktet Agoraea och familjen björnspinnare. Inga underarter finns listade i Catalogue of Life.